# 五代十国子爵列表
下表列出五代十国可考的子爵。關於五代十国的其他各类爵位，見五代十国藩王列表、五代十国公爵列表、五代十国侯爵列表、五代十国伯爵列表、五代十国男爵列表。

## 后梁
- 大彭县开国子钱传璟[1]

## 后唐
- 清河县开国子张虔钊[2]
- 乐安县开国子孙汉韶[3]
- 始平郡开国子冯道[4]
- 平棘县开国子李愚

## 后晋
- 开国子吕琦[5]

## 南唐
- 太原县开国子王崇文[6]
- 陇西县开国子李匡明[7]
- 彭城县开国子刘崇俊[8]
- 天水县开国子赵丕[9]
- 清河县开国子张钧[6]